# Enicospilus oxyurus
Enicospilus oxyurus là một loài tò vò trong họ Ichneumonidae.